# Danny Cedrone
Donato Joseph "Danny" Cedrone (Jamesville, 20 juni 1920 - Philadelphia, 17 juni 1954) was een Amerikaanse gitarist en bandleider, vooral bekend van zijn werk met Bill Haley & His Comets op hun baanbrekende "Rock Around the Clock" in 1954.

## Levensloop
Cedrone werd geboren in Jamesville (New York) als zoon van Vincenzo en Domenica Cedrone, die in 1912 uit Italië waren geëmigreerd. Hij had vier broers: Tony, Joseph, Luciano en Clementino; en vier zussen: Laura, Alba, Mary en Anita. Cedrones muzikale carrière begon in de jaren 40, maar hij brak pas echt door in de vroege jaren 50, eerst als sessiegitarist bij wat toen nog een country- en westernband was uit Chester (Pennsylvania), genaamd Bill Haley and His Saddlemen. In 1951 speelde Cedrone de leadgitaar op hun opname van "Rocket 88", die wordt beschouwd als een van de eerste erkende rock-'n-rollopnames.
Rond die tijd richtte Cedrone zijn eigen groep op, The Esquire Boys. Dit zou een van de redenen zijn dat hij zich nooit als voltijds lid bij Haleys groep heeft aangesloten. In 1952 speelde Cedrone leadgitaar op Haleys versie van "Rock the Joint". Zijn snelle gitaarsolo, die een jazz-beïnvloede eerste helft combineerde met een razendsnelle downscale run, was een hoogtepunt van de opname. (Haleys pianist, Johnny Grande, beschreef deze solo later als een "handelsmerk" dat Cedrone vaak gebruikte.)
Door Cedrones betrokkenheid bij de Esquire Boys was hij gedurende het grootste deel van 1952 en 1953 niet te zien op Haleys opnameschema (de bekende jazzgitarist Art Ryerson werd zijn vervanger). In deze periode maakte Cedrone een aantal opnames met de Esquires, waarvan twee versies van de compositie van Bill Haley, "Rock-A-Beatin' Boogie", de bekendste zijn. Dit deed hij enkele jaren voordat Haley het zelf zou opnemen. De eerste versie werd in december 1952 uitgebracht op Rainbow Records als 200. De Esquire Boys namen in 1954 een tweede versie van "Rock-A-Beatin' Boogie" op, uitgebracht als Guyden 705-A. Deze bereikte op 30 oktober 1954 de 42e plaats in de Cashbox popsingleshitlijst.
In 1954 keerde Cedrone terug naar Haleys groep, die inmiddels was omgedoopt tot The Comets. Hij speelde een sleutelrol tijdens de eerste opnamesessie van de band voor Decca Records op 12 april 1954, toen ze "Rock Around the Clock" opnamen in New York.
Volgens het boek Rock Around the Clock van Jim Dawson kon Cedrone niet bij de repetitie aanwezig zijn en wist hij niet wat hij moest spelen tijdens de eerste instrumentale pauze van het nummer. Een van de Comets (over wie precies) stelde voor dat Cedrone de solo zou herhalen die hij op "Rock the Joint" had gespeeld. Danny's vrouw Millie en dochter Marie herinneren zich echter een informele repetitie bij hen thuis in South Philadelphia na het avondeten, waarbij de twee mannen een paar solo's doornamen. De pauze bij "Rock the Joint" was er daar één van.
Cedrone kreeg slechts 21 dollar voor zijn werk aan de sessie, omdat Haley er destijds voor koos om geen fulltime gitarist voor zijn groep in te huren. Cedrone speelde ook mee tijdens de opnamesessie van Haleys versie van "Shake, Rattle and Roll" op 7 juni 1954, hoewel hij geen kans kreeg voor nog een noemenswaardige gitaarsolo.
Op 17 juni, tien dagen na deze sessie en drie dagen voor zijn 34e verjaardag, stierf Cedrone aan een gebroken nek na een val van de trap (sommige bronnen zeggen dat hij stierf aan een hartaanval). Zijn plaats als sessiemuzikant bij de Comets werd ingenomen door Franny Beecher, die later zou promoveren tot volwaardig lid van de Comets.